# Fredede fortidsminder i Rødovre Kommune
Denne liste over fredede fortidsminder i Rødovre Kommune viser alle fredede fortidsminder i Rødovre Kommune. Listen bygger på data fra Kulturarvsstyrelsen.
| Stednavn  | Type    | Datering                      | Seværdighed (Verdensarv, National, Lokal, Nej) | ID (Link til Kulturarv.dk) | Koordinater                                   | Billede     | Bemærkning |
| --------- | ------- | ----------------------------- | ---------------------------------------------- | -------------------------- | --------------------------------------------- | ----------- | ---------- |
| Valhøiene | Rundhøj | Oldtid (ca. -250000 til 1066) | Nej                                            | 96383                      | 55°40′30″N 12°27′27″Ø / 55.67488°N 12.45755°Ø | Upload foto |            |